# Варали (река)
Варали — река в России, протекает в Республике Удмуртия. Устье реки находится в 7 км по левому берегу реки Колтымак. Длина реки составляет 13 км, площадь водосборного бассейна 37,5 км².

## Данные водного реестра
По данным государственного водного реестра России, Варали относится к Камскому бассейновому округу. Водохозяйственный участок реки — Кама от Нижнекамского гидроузла и до устья, без реки Вятка. Речной подбассейн Варали — бассейны притоков Камы до впадения Белой, речной бассейн — Кама.